# Слободан Јовић
Слободан Јовић (Кучево, 17. април 1918 — Београд, 29. јул 1944) био је графички радник, учесник Народноослободилачке борбе и народни херој Југославије; заједно са Бранком Ђоновићем радио у илегалој штампарији ЦК КПЈ у окупираном Београду од 1941. до 1944. године.

## Биографија
Рођен је 17. априла 1918. године у Кучеву. Завршио је основну школу и три разреда гимназије. Четврти разред гимназије је напустио и прешао на графички занат.
Веома рано се упознао са комунистичким покретом, а члан Комунистичке партије Југославије је постао пре рата. Јуна 1941. године, заједно са Бранком Ђоновићем, народним херојем, радио је на оснивању илегалне штампарије ЦК КПЈ на Бањичком венцу број 12.
Слободан се прихватио посла од уређења просторија и преноса машина до увођења електроинсталација, штампања и растурања материјала. Слободан Јовић је непрестано боравио у илегалном склоништу штампарије. Његови повремени изласци били су углавном због набавке материјала за штампу. У време када су полицијски препади били све чешћи, Слободан је наоружан пиштољем и бомбама, пратио и штитио другове који су разносили материјале, шаљући их преко веза у све крајеве Југославије.
Илегална штампарија је радила од 1. августа 1941. до 31. августа 1943. године. У том периоду, у њој је штампано: пет бројева „Билтена Врховног штаба“ ; седам бројева „Гласа“; „Пролетер“ за 1942. године; брошура са збирком текстова из „Борбе“, која је тада излазила на слободној територији; проглас ЦК КПЈ од 7. новембра 1942; прогласи ПК КПЈ за Србију од 1. јула и 7. септембра 1942, марта и 1. маја 1943. године; проглас ЦК СКОЈ-а од 7. новембра 1942; „Историја СКП(б)“, „Основи Лењинизма“, „Класа пролетаријата и партија пролетаријата“ и други материјали, леци, радио-вести и друго. Све је рађено брзо, Било која вест из света, говор неког државника и друго штампани су најкасније за 24 часа. Београд је био засут лецима ове штампарије; књиге, брошуре, директиве, упутства и друго стизали су у све крајеве земље. Иако су полиција и Гестапо, упорно трагали, вршили препаде на друге легалне штампарије, тражећи у њима илегалну штампарију, она је била откривена тек пред крај рата.
Престала је да ради када су Немци, 31. августа 1943. године, наредили да се у року од 3 дана иселе сви станари Бањичког венца 12 и суседних кућа, да би се у те зграде уселили њихови официри. Изнета је мала штампарска машина и нешто материјала, а друго је остало у складишту.
Крајем октобра 1943. године Слободан и Бранко и су из привременог склоништа, у коме је био после напуштања штампарије, дошли у Крајинску улицу број 24, где је на још почетку окупације било припремљено склониште за потребе штампарије. Крајем године, нова штампарија је почела да ради, и радила је до 29. јула 1944. године. Њен рад је такође значајан за Народноослободилачки покрет, нарочито у Београду и Србији.
Када је дошло до провале штампарије, Гестапо и Специјална полиција су 29. јула 1944. године опколили кућу у Крајинској 24, а затим су почели претрес и хапшење станара који су живели у згради. За то време су Слободан и Бранко успели да спале и униште документацију и архиву штампарије. Када су полицајци кренули у складиште, дочекани су бомбама. Слободан и Бранко су извршили самоубиство пуцавши један другоме у главу. После ослобођења Југославије, њихови посмртни остаци су пренесени и сахрањени на Гробљу ослободилаца Београда 1944.
Указом Президијума Народне скупштине ФНР Југославије број 243/46, 30. априла 1946. за осведочену храброст и херојско држање пред непријатељем, заједно са Бранком Ђоновићем, постхумно је одликован Орденом народног хероја.

## Галерија
- Родна кућа народног хероја Слободана Јовића у Кучеву
- Гроб Бранка Ђоновића и Слободана Јовића на Гробљу ослободилаца Београда 1944.